# Isopet
Un isopet ou ysopet est un recueil de fables du Moyen Âge.

## Étymologie
- Ysopet, substantif masculin[1] ; XIIIe siècle : Ysopet « recueil d'apologues dont la matière est attribuée au fabuliste Ésope » : Isopet de Lyon[2],[3] ; le terme disparut ensuite avant d’être repris au XIXe siècle (1825).
- Du nom d'Ésope, fabuliste grec du VIIe siècle av. J.-C. (grec Αίσωπος, latin Aesopus)[4].

## Histoire
Ysopet ou Isopet est au départ le nom d’un certain nombre de recueils médiévaux d'apologues ou fables, dont le plus connu est le Dit d'Ysopet de Marie de France ; il s’agit d’un procédé d'exposition didactique et morale qui permet de dégager la « sentence » ou la « moralité » d'un court récit.
Ce nom a été fréquemment repris au XIXe siècle, quand les philologues et les médiévistes se sont interrogés activement sur les origines de la langue françoise.
Il désigne depuis lors un genre littéraire par lequel les auteurs médiévaux, puisant dans un répertoire antique, commun et universel d’apologues, trouvent un procédé d'exposition didactique et morale (littérature didactique), qui permet de dégager la « sentence » ou la « moralité » d'un court récit. Ainsi, entre l’exemplum, simple anecdote illustrative utilisée à des fins didactiques et pédagogiques, et l’allégorie ou la parabole utilisés depuis l’Antiquité, l’isopet apparaît comme le prototype médiéval de l’œuvre didactique et morale.
Ces récits brefs, bien qu’ils montrent des animaux agissant comme des hommes, se distinguent des bestiaires qui accordent une beaucoup plus grande importance au récit et qui prendront les allures d'une « épopée animale » dans les recueils du Roman de Renart.
Le nom disparaîtra au XVIe siècle pour laisser la place aux recueils de fables et d’emblèmes.

## Origine et fortune du mot
Isopet ou petit Ésope, était le nom que l’on donnait déjà au Moyen Âge à la fable ésopique. Pourtant on ne possédait alors aucune trace tangible de l’existence réelle ou des écrits du père de la fable ; il n’était connu que de réputation et aucun document en grec n’attestait de son adaptation ; dans la Souda, l’Ésope est une rivière de Mysie (Turquie) citée dans Homère, Strabon et Hésiode.
La tradition ésopique avait été transmise par deux traducteurs :
- le premier, au IVe siècle, écrivant en latin et connu sous le nom de « Romulus Imperator » prétendait avoir traduit ses fables du grec et les avoir dédiées à son fils Tiberinus ; il s’avérera ensuite être un imitateur de Phèdre ; il s’agit là de la racine latine qui a donné naissance aux Romuli en prose ou en vers.
- Le second était un certain Flavius Aviannus[10], auteur de 42 fables, qui avait traduit, en distiques élégiaques, une rédaction en vers grecs du IIe siècle due à Babrius ; cette racine grecque a donné naissance aux Avionnets.

### Romuli
Du Romulus imperator Ier siècle, dérive la collection en prose du IVe siècle : a) Le Romulus ordinaire (Romulus vulgaris, Hervieux, t. 2, p. 195- 261) ; b) le Romulus de Vienne et de Berlin (Hervieux, t. 2, p. 417-454) et le Romulus de Nilant (Hervieux, t. 2, p. 513-548), ainsi appelé à cause de sa publication par Nilant en 1709. Trois autres rédactions représentent des versions abrégées : le Romulus de Vincent de Beauvais (Hervieux, t. 2, p. 234-245), le Romulus d'Oxford (Hervieux, t. 2, p. 246-261) et le Romulus de Berne (Hervieux, t. 2, p. 758-762). Les adaptations en vers comprennent le Romulus de Nevelet (Hervieux, t. 2, p. 316-351), un recueil anonyme du XIIe siècle publié par Nevelet en 1610 et attribué à Walter l'Anglais.
On peut se faire une très bonne idée de cette filiation en se rendant sur le site : Latin Via Fables.

### Avionnets
Les fables de Flavius Avianus avaient été traduites en français et publiées sous le diminutif d’Avionnet ; Avianus se référait à Ésope, « qui, sur l’avis de l’oracle de Delphes, imagina des récits dont l’agrément faisait mieux goûter la moralité », à Socrate, « qui a fait entrer ses fables dans ses divins ouvrages », à Horace, « qui en a orné ses poésies, parce que, sous l’apparence de badinages légers, elles renferment de sages enseignements » ; à ces derniers il ajoutait Babrius, fabuliste grec à la biographie incertaine, et le fabuliste latin Phèdre, dont l’œuvre était connue au IXe siècle, bien que non cité dans la Souda, et dont les fables ne circulaient plus quand naquit la langue française, avant que le jurisconsulte éditeur, Pierre Pithou, commentateur des classiques antiques, ne publie ses Fables en 1596.

### Adaptations et compilations
Au Xe siècle, à côté du Romulus, dont on a tout lieu de penser maintenant qu’il s’agit d’une (assez mauvaise) traduction d’un Phèdre alors disponible, on a vu apparaître des compilations et des adaptations nouvelles en latin, en grec et surtout en langue vulgaire : en France, on peut trouver : Romulus vulgaris ; Romulus ordinarius ; Romulus ordinaire ; Romulus de Dijon ; Romulus Divonensis ; Ésope de Wissembourg ; Aesopus ad Rufum et l’Ésope d'Adémar, tous deux en prose, dont le second est copié de la main d'Adémar de Chabannes.
Le Romulus en prose a été exploité ou recopié, parfois sous une forme abrégée, par de nombreux auteurs ; on peut citer : au XIIIe s., Vincent de Beauvais qui a, dans sa poétique, inséré une traduction de 29 fables attribuées à Ésope, et de 11 fables non attribuées, dont on retrouve le titre dans les œuvres maintenant répertoriées de Phèdre.
Au XIIe s., il fait l'objet de plusieurs adaptations en vers, dont l'une a pour auteur Alexandre Neckam  et une autre est attribuée à un certain Walter l'Anglais (Gualterus Anglicus (en)), tandis qu'il recevait divers ajouts, parfois constitués de fables d'Avianus, dans des rédactions composites.
Le Romulus anglo-latin a été traduit en anglais et c'est cette traduction qu'utilisa Marie de France, pour composer, vers 1170, le premier recueil de fables en français. Aux XIIIe et XIVe siècles le recueil de Walter l'Anglais est adapté en français dans l'Isopet de Lyon et les Isopets I et III de Paris, le Novus Æsopus d'Alexandre Neckam donnant naissance à l'Isopet II de Paris et à l'Isopet de Chartres.
L’Esope du moine Eudes de Cheriton, cistercien et prédicateur, comprend quatre-vingt-une fables malicieuses et satiriques d’une morale chrétienne très exigeante ; il a été publié récemment comme quatrième tome du Recueil général des Isopets.

### Diminutif
Il semble qu’une certaine habitude ait été prise depuis le XIIe siècle de donner à un genre littéraire le nom d’un illustre fondateur ; ainsi Alain de Lille avait-il proposé de donner à la Rhétorique le nom de Tullia, en raison des lettres de noblesse que lui avait conféré Tullius Cicero. On ne peut donc pas s’étonner de l’utilisation de noms mythiques, comme Ésope ou Romulus empereur pour désigner des ouvrages dans l’esprit de ces auteurs antiques.
Ysopet, comme Avionnet, est un diminutif ; il évoque à la fois la modestie de l’auteur et l’enfance de la langue française.
On pourra noter aussi que ce terme, évoquant d’emblée, dans toutes les consciences, un apologue à la manière antique du fabuleux Ésope, était aussi le nom d’un condiment, en l’occurrence d’une plante médicinale aromatique (l’ysopé, l’hysope de la Grande Chartreuse, du grec ussôpos) entrant dans la composition de boissons alcoolisées au même titre que le pyment ou la bourgerastre.

## Contexte littéraire
À une époque durant laquelle la rhétorique se cherchait, il convenait de donner aux gens, dans leur langue, des exemples (exempla).
On connaît l’anecdote d’Alain de Lille, le Docteur universel ; interrogeant un enfant qui voulait faire passer toute l’eau du monde dans un trou creusé avec son doigt, il s’entendit répondre : j’arriverai à bout de cette tâche bien avant que toi-même tu aies su m’expliquer le mystère de la Sainte Trinité. Il écrira par la suite une célèbre encyclopédie, Anticlaudianis, sive de Officio viri boni et perfecti, dans laquelle il imaginera un concert des Vertus pour chasser les Vices de la terre.
Les fables du Moyen Âge se démarquent de celles des fabulistes latins par la dramatisation du récit, l’humanisation des animaux et le souci des réalités sociales, tous effets poétiques que Marie de France obtient par la pureté de son style, ainsi que par sa concision et son élégance.
Écrivant en français, dans un temps où la langue, non encore fixée ne pouvait offrir que des expressions simples et sans art, elle y joignit des tournures agréables, et une manière nouvelle et naturelle de tourner la phrase, sans que le travail d’écriture ne soit perceptible. Ésope, Phèdre, et les fabulistes grecs ou latins ont écrit en grec et en latin ; ils n’ont pu fournir à leurs successeurs, et en particulier à Jean de La Fontaine que des sujets et des idées, tandis que Marie ajoute à l’histoire des expressions, des tournures et des rimes que l’on retrouvera dans les célèbres fables.

## Destinée moderne
Le mot servira à qualifier les fables écrites en français jusqu’à la fin du XIVe siècle ; ensuite le genre tombera en désuétude. Il sera repris plus tard par les médiévistes au XIXe siècle.
Actuellement réservé aux littéraires, il appartient indubitablement au vocabulaire de l’esthétique : Le goût médiéval pour les signes, les marques et les significations ésotériques (« signifiances ») faisait apprécier ces récits allégoriques comportant une leçon de morale pratique, par le biais de ces personnages humains déguisés en animaux.
Comme ceux de Marie de France, les ysopets qui suivront content de manière concise, avec un mètre court et régulier, les histoires ancestrales et universelles qu’ont permis de répertorier les poètes antiques.
On retrouve aussi les thèmes des ysopets dans les arts décoratifs. En particulier, dans la tapisserie de Bayeux, dite « tapisserie de la reine Mathilde », les frises placées en haut et en bas figurant des animaux fantastiques, sauvages ou domestiques, fables, chevrons ; ces rébus semblent une allusion malicieuse aux scènes historiques centrales et jouer le rôle d’un commentaire d’ordre moral. Ainsi, on peut voir par exemple dans la partie basse de la tapisserie une scène du corbeau et du renard d'Ésope reprise par Phèdre ; le lien avec la partie centrale et la signification de ces ysopets a donné lieu à d’innombrables discussions ; ce qui frappe, c’est la multiplicité des interprétations qui en ont été données.

## Les Isopets et les structuralistes
De manière générale, les ysopets, les emblèmes, les fables… ont particulièrement attiré l’attention des structuralistes ; toutefois, en poétique, la recherche d’un modèle unique et de ses transformations possibles, qui rendraient compte, par exemple, de tous les récits du monde, s’est avérée infructueuse. Roland Barthes conçoit le texte poétique comme un « déploiement du signifiant », et un « jeu de différences ».
D. Beirstein et Daniel Terkla en ont fait la démonstration. Mais il y a débat sur le point de vue reflété par les fables. R.Wissolik et D.Bernstein ont interprété ces fables comme un commentaire anglo-saxon d'ordre moral.